# Клейтон (Вашингтон)
Клейтон (англ. Clayton) — переписна місцевість (CDP) в США, в окрузі Стівенс штату Вашингтон. Населення — 420 осіб (2020).

## Географія
Клейтон розташований за координатами 48°0′4″ пн. ш. 117°33′40″ зх. д. / 48.00111° пн. ш. 117.56111° зх. д. (48.001222, -117.561155).  За даними Бюро перепису населення США в 2010 році переписна місцевість мала площу 3,34 км², уся площа — суходіл.

## Демографія
Згідно з переписом 2010 року, у переписній місцевості мешкали 443 особи в 146 домогосподарствах у складі 106 родин. Густота населення становила 133 особи/км².  Було 157 помешкань (47/км²).
Расовий склад населення:
| - 93,0 % — білих - 1,8 % — корінних американців - 0,7 % — вихідців з тихоокеанських островів - 0,2 % — чорних або афроамериканців - 0,2 % — азіатів |

До двох чи більше рас належало 3,8 %. Частка іспаномовних становила 2,3 % від усіх жителів.
За віковим діапазоном населення розподілялося таким чином: 35,7 % — особи молодші 18 років, 53,2 % — особи у віці 18—64 років, 11,1 % — особи у віці 65 років та старші. Медіана віку мешканця становила 28,0 року. На 100 осіб жіночої статі у переписній місцевості припадало 105,1 чоловіків;  на 100 жінок у віці від 18 років та старших — 96,6 чоловіків також старших 18 років.
Середній дохід на одне домашнє господарство  становив 24 986 доларів США (медіана — 25 150), а середній дохід на одну сім'ю — 25 215 доларів (медіана — 25 300). За межею бідності перебувало 50,0 % осіб, у тому числі 46,3 % дітей у віці до 18 років та 0,0 % осіб у віці 65 років та старших.
Цивільне працевлаштоване населення становило 81 осіб. Основні галузі зайнятості: будівництво — 42,0 %, фінанси, страхування та нерухомість — 17,3 %, роздрібна торгівля — 12,3 %, науковці, спеціалісти, менеджери — 11,1 %.